# Meranoplus mars
Meranoplus mars é uma espécie de formiga do gênero Meranoplus, pertencente à subfamília Myrmicinae.